# Панфиловская (станция МЦК)
Панфи́ловская (проектное название — Ходы́нка) — остановочный пункт Малого кольца Московской железной дороги, который обслуживает маршрут городского электропоезда — Московское центральное кольцо. Расположена в границах железнодорожной станции Серебряный Бор. Названа по улице Панфилова. Связана наземным переходом со станцией метро  Октябрьское Поле, которая находится в 700 метрах к юго-западу от станции.

## Расположение
Располагается в границах железнодорожной станции Серебряный Бор между платформами Стрешнево и Зорге. Находится на границе районов Сокол и Щукино. Выходы с платформы — к улицам Панфилова и Народного Ополчения.

## Технические характеристики
Остановочный пункт Панфиловская имеет 2 платформы: островную и береговую. Длина платформ составляет 180 м, имеется возможность их продления до 264. Оборудована кассами и турникетами. Платформа приспособлена для людей с ограниченными возможностями. Имеются лифты, эскалаторы и пандусы. Есть общественный туалет. В оформлении преобладают белый и оранжевый цвета.

## Перспективы
Рядом с платформой будет построен одноимённый транспортно-пересадочный узел. Общая площадь платформы и ТПУ составит 15,8 тыc м². Рядом с платформой планируется обустроить 3 заездных кармана для общественного транспорта: на остановке «Кинотеатр „Юность“» на улице Народного Ополчения при движении к Песчаному путепроводу, у дома № 2 по улице Панфилова при движении в центр и при движении в область. Таким образом планируется сделать удобную пересадку на автобусы и троллейбусы. Согласно проекту, пассажиропоток ТПУ «Панфиловская» составит около 5,2 тыс. человек в час пик.

## Открытие платформы
Первоначально платформу планировалось запустить 10 сентября 2016, как и всё МЦК. Однако за неделю до открытия кольца появилась информация, что ряд платформ 10 сентября не откроется. В итоге не открылись всего 5 остановочных пунктов, в том числе и «Панфиловская»; достроить эти 5 платформ планировалось до конца года.
8 ноября 2016 в 5:45 платформа открылась для пассажиров, став хронологически последней новой платформой на МЦК. Таким образом, с вводом последнего, 31-го, остановочного пункта линия начала свою работу в полном объёме.

## Пассажиропоток
Из 31 станции МЦК Панфиловская занимает 23-е место по популярности. В 2017 году средний пассажиропоток по входу и выходу составил 13 тыс. чел. в день и 385 тыс. чел. в месяц. В январе 2017 года пассажиропоток платформы составлял 6,2 тысяч человек в день. К ноябрю того же года он вырос до 10,3 тысяч человек. Для некоторых поездов эта станция является конечной.

## Наземный общественный транспорт
На этой станции можно пересесть на следующие маршруты городского пассажирского транспорта:
- Автобусы: м23, 175, с339, 800, 800к

## Галерея
| - Строящаяся платформа в марте 2016 - Строящаяся платформа в июле 2016 - Строящаяся платформа в ноябре 2016 - Северный вестибюль |